# EN 50242
Die Europäische Norm EN 50242 definiert Messverfahren für die Gebrauchseigenschaften elektrischer Haushalts-Geschirrspüler. Sie ist in Deutschland als DIN EN 50242/DIN EN 60436;VDE 0705-436, in Österreich als ÖVE/ÖNORM EN 50242/EN 60436 sowie in der Schweiz als SN EN 50242 gültig.

## Maßgedeck nach der Europäischen Norm EN 50242
Ein Maßgedeck ist eine festgelegte Anzahl von Geschirr und Besteckteilen in vorgegebener Zusammensetzung und Abmessung. Es wird üblicherweise verwendet, um die Kapazität von Geschirrspülmaschinen anzugeben.
Ein Maßgedeck nach der Europäischen Norm EN 50242 besteht aus folgenden Geschirr-, Besteck- und Servierteilen:
je ein Stück
- Essteller ø26 cm
- Suppenteller ø23 cm
- Dessertteller ø19 cm
- Untertasse ø14 cm
- Tasse 0,2 l
- Trinkglas 250 ml
- Messer 203 mm
- Gabel 184 mm
- Suppenlöffel 195 mm
- Teelöffel 126 mm
- Dessertlöffel 156 mm

Für die Prüfung der Beladekapazität von Haushaltsgeschirrspülern werden neben der angegebenen Anzahl von Maßgedecken zusätzlich noch folgende Servier- und Besteckteile verwendet:
- eine ovale Platte 32 cm (bei Geschirrspülern mit einem Fassungsvermögen von sieben oder mehr Maßgedecken: 1 ovale Platte 35 cm)
- eine Servierschüssel ø16 cm
- eine Servierschüssel ø13 cm
- zwei Servierlöffel 260 mm
- eine Serviergabel 192 mm
- ein Soßenlöffel
- bei Geschirrspülern mit einem Fassungsvermögen von sieben oder mehr Maßgedecken: 1 Servierschüssel 19 cm

Ein Maßgedeck nach EN 50242 unterscheidet sich leicht von einem Maßgedeck nach der im August 1999 zurückgezogenen dreiteiligen DIN 44990.

## Maßgedeck nach DIN 44990
Ein Maßgedeck nach DIN 44990 bestand aus folgenden Einzelteilen:
- flacher Teller (ø24 cm)
- tiefer Teller (ø23 cm)
- Dessertteller (ø19 cm)
- Untertasse (ø15 cm)
- Tasse (ø8,5 cm)
- Trinkglas (ø7 cm)
- Messer
- Gabel
- Suppenlöffel
- Teelöffel
- Dessertlöffel

Zu einer Füllmenge für Geschirrspüler von 12 Maßgedecken zählt noch ein Serviergeschirr, bestehend aus:
- zwei runden Schüsseln
- ovale Platte
- runde Schale
- vierteiliges Servierbesteck